# Tesis
Tesis è un film del 1996 diretto da Alejandro Amenábar, e interpretato tra gli altri da Ana Torrent, Fele Martínez e Eduardo Noriega. Primo lungometraggio del regista cileno, ha ottenuto sette Premi Goya.

## Trama
Angela, una giovane studentessa della Facoltà di Cinema di Madrid, sta preparando la sua tesi di laurea: l'argomento è la violenza negli audiovisivi. Per questo si rivolge al suo relatore per commissionargli una ricerca dei film più violenti in circolazione. L'anziano professore si reca nella videoteca dell'istituto e preleva una videocassetta presente in una stanza accessibile solo tramite i corridoi delle vecchie caldaie, recandosi poi nella sala-proiezioni per visionarla. Qualche ora più tardi Angela raggiunge il professore nella sala, ma rinviene il docente seduto con gli occhi e la bocca spalancati, morto d'infarto. La ragazza, spinta dalla curiosità, prende la videocassetta e la porta via, saltando la lezione che avrebbe dovuto tenere il professore.
Chema, scorbutico studente patito di snuff movie a cui Angela si era rivolta in precedenza, intuisce che il nastro è in suo possesso e la convince a guardarlo insieme. Sullo schermo del televisore appare un lungo piano-sequenza in cui una ragazza, legata ad una sedia, viene torturata, uccisa e fatta a pezzi da un uomo col passamontagna. È un vero snuff movie e la ragazza torturata è Vanessa, una studentessa scomparsa da circa due anni.
Chema nota che il filmato ha subito dei tagli nei momenti in cui Vanessa ha gridato il nome dell'assassino, segno del fatto che lo conosceva; inoltre ravvisa nelle immagini dei dettagli significativi che lo fanno risalire al tipo di telecamera usata, un modello digitale non molto diffuso all'epoca dei fatti. Tra i possessori di una telecamera di questo tipo Angela scopre esserci un altro studente di cinema, Bòsco, un giovane seducente in passato amico di Vanessa e ora fidanzato con Yolanda. Dopo un approccio non proprio amichevole, Angela lo intervista con la scusa di fare un reportage sulla vittima; l'atteggiamento ambiguo di Bòsco rende Angela al tempo stesso sospettosa e attratta dal ragazzo, che inizia a farle una corte serrata.
A causa della presenza di Angela, Bòsco e Yolanda si lasciano, e Angela viene a sapere da quest'ultima che Bòsco e Chema hanno collaborato in alcuni cortometraggi, e che è stato proprio Chema a parlargli degli snuff movies: tuttavia nessuno dei due ha mostrato di riconoscere l'altro. Questo insinua in Angela forti sospetti nei confronti di Chema. Tuttavia, è proprio Chema a confidare ad Angela i suoi sospetti sul nuovo relatore della sua tesi, il professor Càstro, che lui ritiene coinvolto nella sparizione di Vanessa. I due si recano nella videoteca dov'è morto il primo professore e da qui accedono a dei corridoi sotterranei che li conducono ad una sala nascosta provvista di schermi, moviole e strumenti per il montaggio di pellicole; poco distante rinvengono una pila di snuff movies: comprendono che all'interno dell'istituto esiste un'organizzazione dedicata al traffico di tali filmati. Mentre stanno esaminando la scena, qualcuno li chiude nel sotterraneo e li lascia al buio.
Angela si addormenta e, al risveglio, si ritrova da sola; mentre cerca l'amico qualcuno la narcotizza. Quando riprende coscienza, la studentessa è legata ad una sedia, con davanti una telecamera pronta per girare e il prof. Càstro. Questi dichiara di essere il montatore degli snuff movies, mentre indica come assassino materiale "il suo amico", senza specificare se si tratti di Bòsco o Chema. Il professore si appresta a uccidere la ragazza, ma Chema spunta dal suo nascondiglio e ingaggia una lotta furiosa col docente, che finisce con la morte accidentale di quest'ultimo.
Chema è sconvolto per aver ucciso Càstro, ma Angela lo convince a costituirsi per appellarsi alla legittima difesa. Mentre lui si prepara, Angela fa una brutta scoperta: nell'armadio il ragazzo teneva nascosto il famigerato modello di telecamera posseduto anche da Bòsco, con la quale ha effettuato di nascosto delle riprese di lei in momenti intimi; non riuscendo più a fidarsi di lui, la ragazza fugge via. Quella stessa sera scopre che Bòsco, in sua assenza, ha iniziato a corteggiare sua sorella: poiché nutre ancora dei sospetti su di lui, allontana la ragazzina baciandolo appassionatamente causando la sua gelosia. Angela e Bòsco hanno così modo di parlare del rapporto che lui e Chema avevano prima di conoscerla, cosa che indirizza i sospetti della ragazza su quest'ultimo; intanto Yolanda, credendo che Bòsco e Angela siano ormai fidanzati, inizia a tempestarla di telefonate minatorie sempre più violente.
Ormai sull'orlo della pazzia, Angela raggiunge Bòsco nella sua casa delle vacanze per chiedergli di parlare con Yolanda; mentre si trova con lui, improvvisamente manca la corrente e Bòsco viene tramortito da un misterioso aggressore che si rivela essere Chema. Mentre questi cerca di convincere Angela che sia venuto lì per salvarla, Bòsco si riprende e ingaggia con lui una lotta al termine della quale quasi lo uccide. Mentre Bòsco lo lega, Angela, su indicazione di Chema, accede al garage e scopre che si tratta dello stesso ambiente che aveva visto sullo sfondo dello snuff movie di Vanessa: Bòsco è il suo assassino. Vistosi scoperto, il ragazzo la lega e le mostra il cadavere di Yolanda, che lui ha ammazzato poco prima quando era venuta a chiederle di tornare insieme.
Angela è di nuovo legata con una telecamera davanti pronta a riprenderla; Bòsco inizia a torturarla, ma con uno stratagemma lei riesce a slegarsi e ad impossessarsi della sua pistola. Sfruttando il fascino che esercita nei suoi confronti il maniaco riesce quasi a sottrarle l'arma, ma la giovane riesce a sparare in tempo e a ucciderlo, mettendosi in salvo. Tutto è stato filmato dalla telecamera. Giorni dopo Angela va a trovare Chema in ospedale e si riconcilia con lui; nel frattempo, sugli schermi delle televisioni, i telegiornali stanno per trasmettere lo snuff movie di Vanessa, a scopo "educativo".

## Riconoscimenti
- 1997 - Premio Goya
  - Miglior film
  - Miglior regista esordiente
  - Miglior sceneggiatura originale
  - Miglior attore rivelazione (Fele Martínez)
  - Miglior produzione
  - Miglior montaggio
  - Miglior sonoro
- 1997 - Méliès d'argento

## Curiosità
- In una scena del film Angela accede alla banca dati dei compratori della videocamera XT-500: tra questi figura il nome di Alejandro Amenábar.
- In una scena del film Chema è sdraiato sul letto a guardare la televisione: nella scena si possono vedere frammenti del film d'animazione La leyenda del viento del Norte (1992).
- In alcune scene del film Chema indossa una maglietta che raffigura la locandina di Cannibal Holocaust.
- Nella camera da letto di Àngela compare la locandina del film Belli e dannati di Gus Van Sant.